# لیک دیستریکت
لیک دیستریکت (به انگلیسی: Lake District) یک رشته‌کوه در بریتانیا است که در شمال غربی انگلستان واقع شده‌است. این منطقه به دلیل وجود دریاچه‌ها، جنگل‌ها و کوه‌ها و ارتباط این منطقه با نوشته‌های شاعران رمانتیسم و آرمانگرا چون ویلیام وردزورث در اوایل سده ۱۹ میلادی و دیگر شاعران لیک مانند بیترکس پاتر و جان راسکین مشهور است. همچنین تیلور سویفت در ترانه ای به نام دریاچه ها به این منطقه اشاره می کند. در سال ۱۹۵۱ یک پارک ملی در این منطقه بنیاد گذاشته شد و به دنبال افزودن بخش کوچکی به آن در سال ۲۰۱۶، وسعت این منطقه اکنون به ۲٬۳۶۲ کیلومتر مربع می‌رسد. این منطقه در سال ۲۰۱۷ به عنوان میراث جهانی یونسکو ثبت شد.
این منطقه به‌طور کامل درون شهرستان کامبریا قرار دارد و تمام سرزمین‌های مرتفع‌تر از ۹۱۴ متر (۳۰۰۰ پا) در انگلستان و همچنین ژرف‌ترین و طولانی‌ترین پهنه‌های آبی انگلستان در این پارک ملی جای دارد. 